# Став-Куновський
Став-Куновський (пол. Staw Kunowski) — село в Польщі, у гміні Броди Стараховицького повіту Свентокшиського воєводства.
Населення — 369 осіб (2011).
У 1975-1998 роках село належало до Келецького воєводства.

## Демографія
Демографічна структура на день 31 березня 2011 року:
|          | Загалом | Допрацездатний вік | Працездатний вік | Постпрацездатний вік |
| -------- | ------- | ------------------ | ---------------- | -------------------- |
| Чоловіки | 171     | 39                 | 104              | 28                   |
| Жінки    | 198     | 49                 | 98               | 51                   |
| Разом    | 369     | 88                 | 202              | 79                   |